# 尻焼温泉
尻焼温泉（しりやきおんせん）は、群馬県吾妻郡中之条町大字入山（旧国上野国）にある温泉。

## 泉質
- 塩化物泉

## 歴史
平家の落人によって発見されたと伝えられる。発見時期は不明だが、嘉永年間の地図には既に温泉の記載がある。
名前の由来は川底から湧出している温泉で温められた石に腰を下ろして痔を治したこと、すなわち尻を焼いたことだという。

## 温泉街

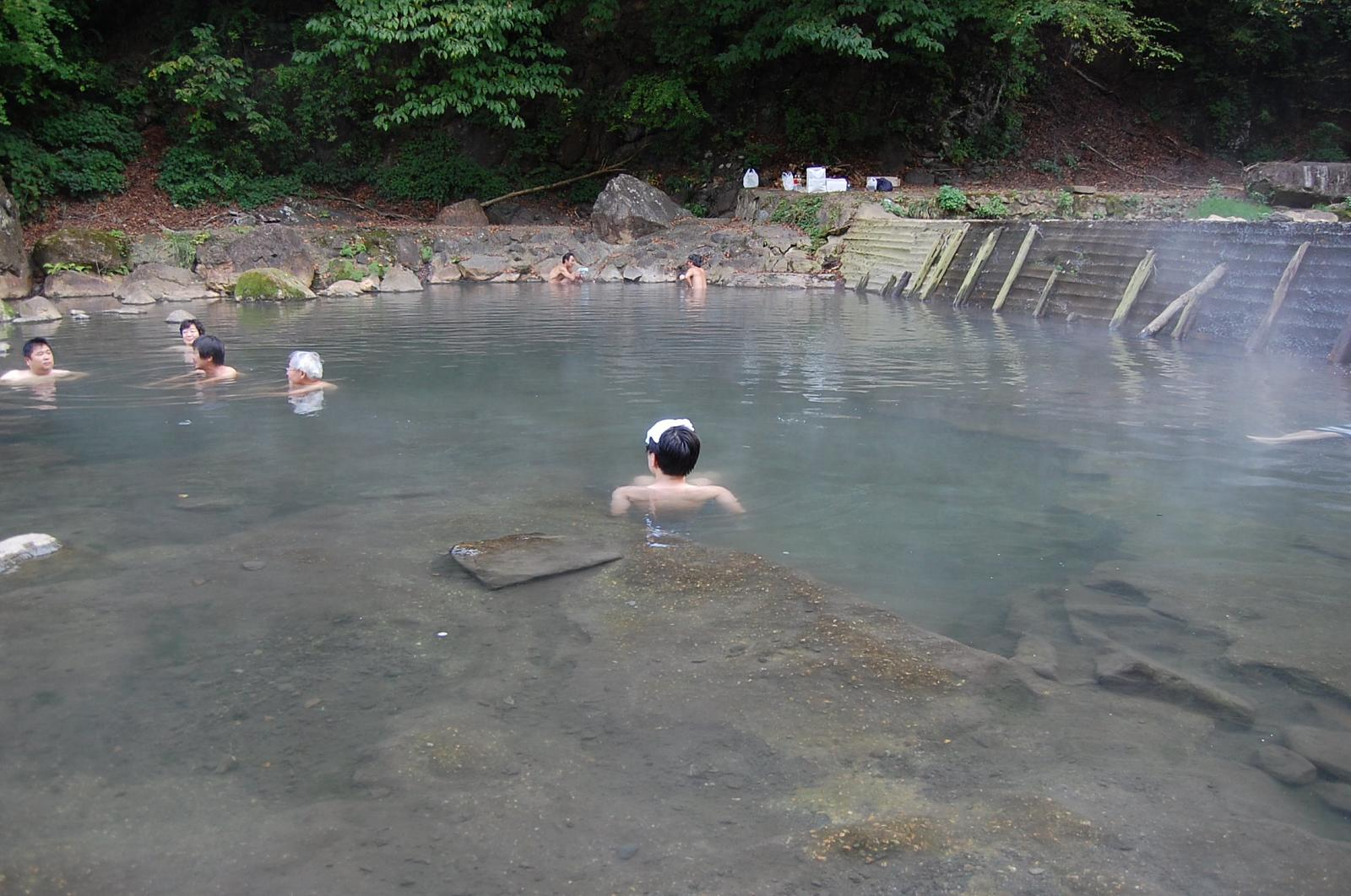
野天風呂・川の湯

吾妻川支流の白砂川のさらに支流、長笹川沿いに3軒の旅館がある。尻焼温泉で最も有名なのが「川の湯」と呼ばれる川底から温泉が湧き出す地点であり、川を堰き止めて作った巨大野湯となっている。その脇には小さな湯小屋もある。湯小屋での入浴は水着禁止。
川を堰き止めて露天風呂としている部分については更衣室等は特に用意されていない。その大きさからまるでプールのようでもあるため水着を着用しての入浴者もいるが、通常の風呂と同じく裸で入浴する者も多い。多雨期や融雪期、また上流での夕立発生時には川幅いっぱいに急流となるので川の中で入浴はできない。

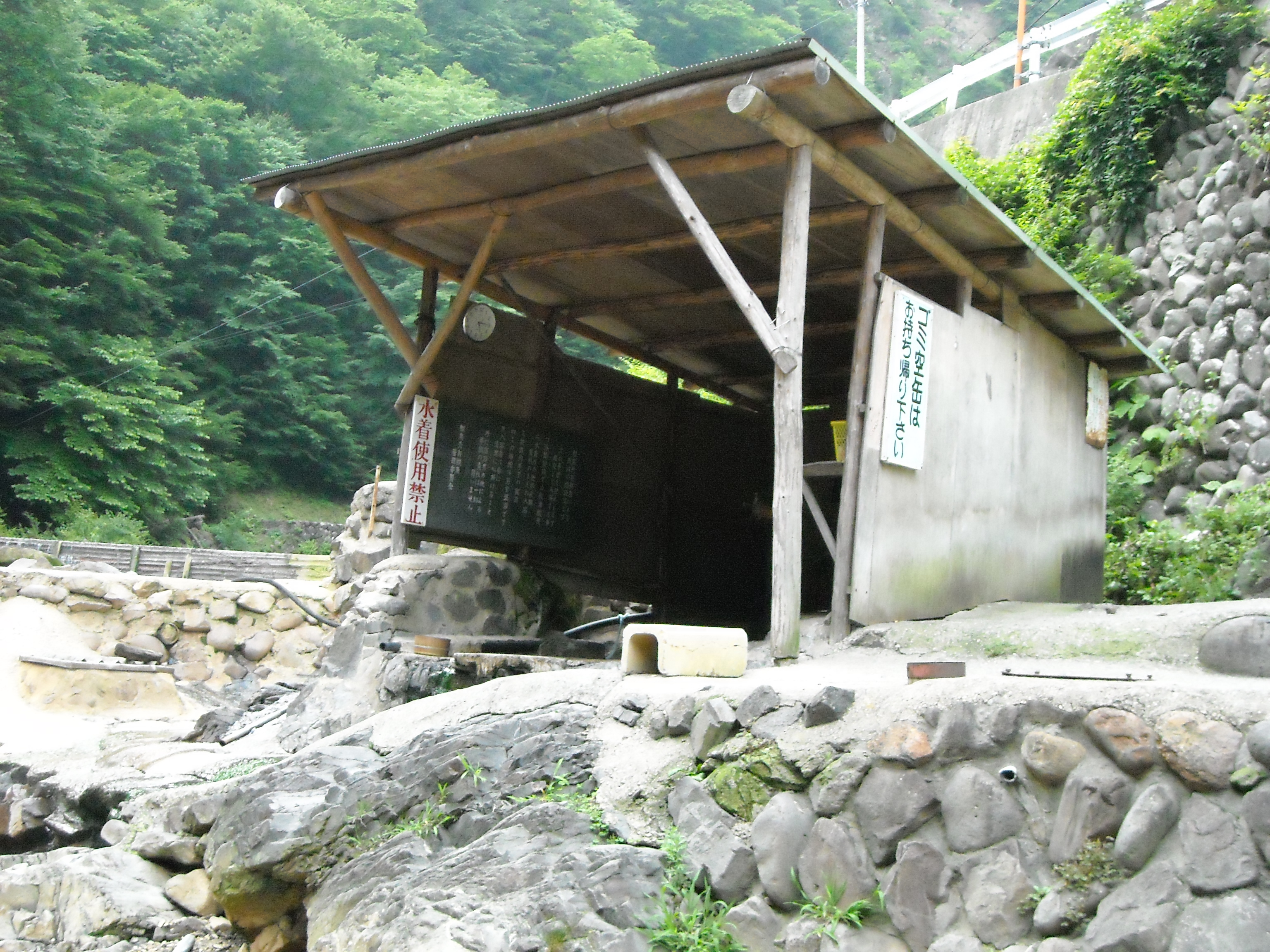
尻焼温泉 湯小屋

2023年（令和5年）12月19日、町営日帰り温泉施設「尻焼温泉 弁天の湯」が旧入山小学校跡地に完成した。なお、六合温泉医療センター内に温泉施設「バーデ六合」があったが、同センターから新施設まで引湯することになり「バーデ六合」は閉鎖となった。

## 交通
- 吾妻線長野原草津口駅より中之条町営バスで約45分で花敷温泉着。そこから徒歩約10分。